# XVIII Festival olimpico estivo della gioventù europea
Il XVIII Festival olimpico estivo della gioventù europea, anche conosciuto come 18º EYOF (European Youth Olympic Festival) si è svolto nel 2025 a Skopje, in Macedonia del Nord.

## Assegnazione
Il Festival Olimpico della Gioventù Europea 2025 viene originariamente assegnato alla città di Brno, nella Repubblica Ceca, come annunciato il 26 ottobre 2019 durante l’Assemblea Generale del Comitato Olimpico Europeo. Senza spiegarne le motivazioni, il 31 luglio 2023 l’EOC revoca l’incarico a Brno e conferisce la manifestazione a Skopje, capitale della Macedonia del Nord, che ospita per la prima volta l’edizione estiva del festival. La decisione, presa durante i Giochi EYOF 2023 a Maribor, è ufficializzata dal presidente del Comitato Olimpico Europeo Spyros Capralos, che sottolinea l’entusiasmo della città e del Comitato Olimpico macedone e apprezza le infrastrutture esistenti.

## Siti di gara
Le gare si sono svolte tutte nella regione di Skopje, ad eccezione delle gare di ginnastica che si sono tenute in Croazia.
| Impianto                                   | Città       | Sport                   |
| ------------------------------------------ | ----------- | ----------------------- |
| Arena Toše Proeski                         | Skopje      | Atletica leggera        |
| East Gate Mall                             | Skopje      | Basket 3x3              |
| SRC Kale                                   | Skopje      | Pallamano maschile      |
| Piscina olimpionica Centar                 | Skopje      | Nuoto                   |
| Partizan Sports Hall                       | Skopje      | Tiro a segno            |
| Partizan Sports Hall                       | Skopje      | Tennistavolo            |
| Sportski centar Boris Trajkovski           | Skopje      | Pallavolo               |
| Scuola elementare Nevena Georgieva – Dunja | Kisela Voda | Badminton               |
| Sports Hall Kumanovo                       | Kumanovo    | Pallacanestro maschile  |
| Scuola superiore Pero Nakov                | Kumanovo    | Pallacanestro femminile |
| Piazza Nova Jugoslavija                    | Kumanovo    | Ciclismo su strada      |
| Periferia sud                              | Kumanovo    | Ciclismo MTB            |
| Sport Center Matka                         | Saraj       | Canoa slalom            |
| Jane Sandanski Arena                       | Aerodrom    | Pallamano femminile     |
| Jane Sandanski Arena                       | Aerodrom    | Judo                    |
| Gradski vrt Hall                           | Osijek      | Ginnastica artistica    |

## Simboli

### Logo
Il logo dell’EYOF Skopje 2025 è concepito come una composizione grafica unitaria che combina elementi simbolici rappresentativi della città ospitante e dell’identità nazionale. Al centro del design si trovano due icone stilizzate: il Ponte di Pietra, riconosciuto come il simbolo più emblematico di Skopje, e il sole, ispirato alla bandiera della Macedonia del Nord. A completamento del logo è presente la silhouette di un atleta, a rappresentare lo spirito sportivo del Festival Olimpico della Gioventù Europea. La scelta cromatica del logo riflette i colori dei cinque cerchi olimpici, in linea con i valori e lo spirito dell’Olimpismo. L’identità visiva dell’evento si ispira inoltre al ricamo tradizionale macedone, un elemento distintivo dell’artigianato locale impiegato nelle decorazioni degli abiti tradizionali. Alcuni motivi sono stati adattati in chiave moderna e stilizzati, con l’aggiunta di dettagli che richiamano le discipline sportive del programma e i luoghi principali della città.

### Mascotte
Shiny è la mascotte ufficiale dell’EYOF Skopje 2025. Per il comitato organizzatore, rappresenta lo spirito dell'Olimpismo giovanile, simboleggiando luce, energia e calore. Ispirata al sole, elemento ricorrente nella simbologia nazionale della Macedonia del Nord, Shiny riflette le caratteristiche del Paese ospitante: accoglienza, positività e vitalità.

## Paesi partecipanti
- Albania
- Andorra
- Armenia
- Austria
- Azerbaigian
- Belgio
- Bosnia ed Erzegovina
- Bulgaria
- Croazia
- Cipro
- Rep. Ceca
- Comitato Olimpico Nazionale Bielorusso
- Danimarca
- EOC Refugee Team
- Estonia
- Finlandia
- Francia
- Georgia
- Germania
- Gran Bretagna
- Grecia
- Ungheria
- Islanda
- Irlanda
- Israele
- Italia
- Kosovo
- Lettonia
- Liechtenstein
- Lituania
- Lussemburgo
- Malta
- Moldavia
- Monaco
- Montenegro
- Paesi Bassi
- Macedonia del Nord (ospitante)
- Norvegia
- Polonia
- Portogallo
- Romania
- San Marino
- Serbia
- Slovacchia
- Slovenia
- Spagna
- Svezia
- Svizzera
- Turchia
- Ucraina

## Discipline
Rispetto all’edizione del 2023, il programma sportivo dell’EYOF Skopje 2025 presenta alcune modifiche. Skateboard e tennis sono stati rimossi, mentre la canoa slalom fa il suo debutto nella manifestazione, sostituendo la tradizionale canoa sprint. Tornano in programma il badminton, assente dal 2022, e il tennistavolo, che non figurava dal 2007. Per la prima volta saranno incluse competizioni di tiro a segno e taekwondo. Di seguito, le discipline presenti:
- Atletica leggera (dettagli)
- Badminton (dettagli)
- Canoa slalom (dettagli)
- Ciclismo su strada (dettagli)
- Ginnastica artistica (dettagli)
- Judo (dettagli)
- Mountain bike (dettagli)
- Nuoto (dettagli)
- Pallacanestro (dettagli)
- Pallacanestro 3x3 (dettagli)
- Pallamano (dettagli)
- Pallavolo (dettagli)
- Taekwondo (dettagli)
- Tennistavolo (dettagli)
- Tiro (dettagli)

## Programma
Il programma del XVIII Festival olimpico estivo della gioventù europea è il seguente:
| CA | Cerimonia d'apertura | 1 | Finali | CC | Cerimonia di chiusura | ● | Eventi di gara |

| Luglio               | Dom | Lun | Mar | Mer | Gio | Ven | Sab | Eventi |
| Luglio               | 20  | 21  | 22  | 23  | 24  | 25  | 26  | Eventi |
| -------------------- | --- | --- | --- | --- | --- | --- | --- | ------ |
| Cerimonie            | CA  |     |     |     |     |     | CC  | N.D.   |
| Atletica             |     | 7   | 8   | 6   | 8   | 8   | 9   | 41     |
| Badminton            |     | ●   | ●   | ●   | 2   | ●   | 1   | 3      |
| Canoa slalom         |     |     |     |     | 4   |     |     | 4      |
| Ciclismo su strada   |     |     | 2   |     | 2   |     |     | 4      |
| Ginnastica artistica |     |     | 2   | 2   | 1   | 5   | 5   | 15     |
| Judo                 |     |     | 4   | 4   | 4   | 4   | 1   | 17     |
| Nuoto                |     | 2   | 8   | 6   | 5   | 11  |     | 32     |
| Mountain bike        |     |     |     | 2   |     |     |     | 2      |
| Pallacanestro 3x3    |     | ●   | ●   | ●   | ●   | 2   |     | 2      |
| Pallacanestro        |     | ●   | ●   | ●   |     | ●   | 2   | 2      |
| Pallamano            |     | ●   | ●   | ●   |     | ●   | 2   | 2      |
| Pallavolo            |     | ●   | ●   | ●   |     | ●   | 2   | 2      |
| Taekwondo            |     |     |     | 3   | 3   | 4   |     | 10     |
| Tiro                 |     | 3   | 3   | 2   | 2   | 2   |     | 12     |
| Tennistavolo         |     |     | ●   | ●   | ●   | ●   | 3   | 3      |
| Finali               | 0   | 12  | 27  | 25  | 31  | 36  | 25  | 151    |

## Medagliere
| Posizione | Paese                        | Oro | Argento | Bronzo | Totale |
| --------- | ---------------------------- | --- | ------- | ------ | ------ |
| 1         | Italia                       | 19  | 19      | 12     | 50     |
| 2         | Francia                      | 15  | 18      | 5      | 38     |
| 3         | Spagna                       | 10  | 11      | 12     | 33     |
| 4         | Polonia                      | 10  | 6       | 11     | 27     |
| 5         | Turchia                      | 10  | 7       | 9      | 26     |
| 6         | Ungheria                     | 10  | 5       | 11     | 26     |
| 7         | Germania                     | 7   | 4       | 12     | 23     |
| 8         | Ucraina                      | 5   | 8       | 10     | 23     |
| 9         | Svizzera                     | 5   | 11      | 6      | 22     |
| 10        | Gran Bretagna                | 10  | 7       | 5      | 22     |
| 11        | Serbia                       | 6   | 2       | 6      | 14     |
| 12        | Rep. Ceca                    | 3   | 3       | 8      | 14     |
| 13        | Comitato Olimpico Bielorusso | 5   | 4       | 4      | 13     |
| 14        | Grecia                       | 3   | 4       | 6      | 13     |
| 15        | Belgio                       | 4   | 3       | 3      | 10     |
| 16        | Azerbaigian                  | 3   | 3       | 4      | 10     |
| 17        | Svezia                       | 2   | 5       | 3      | 10     |
| 18        | Croazia                      | 1   | 3       | 6      | 10     |
| 18        | Romania                      | 2   | 2       | 8      | 12     |
| 20        | Austria                      | 2   | 2       | 5      | 9      |
| 21        | Slovacchia                   | 1   | 5       | 2      | 8      |
| 22        | Georgia                      | 0   | 3       | 4      | 7      |
| 23        | Slovenia                     | 1   | 3       | 3      | 7      |
| 24        | Lituania                     | 3   | 0       | 3      | 6      |
| 25        | Moldavia                     | 3   | 0       | 3      | 6      |
| 26        | Irlanda                      | 1   | 0       | 5      | 6      |
| 26        | Danimarca                    | 0   | 1       | 5      | 6      |
| 26        | Portogallo                   | 1   | 1       | 3      | 5      |
| 29        | Israele                      | 0   | 2       | 3      | 5      |
| 30        | Bosnia ed Erzegovina         | 1   | 2       | 1      | 4      |
| 31        | Paesi Bassi                  | 1   | 2       | 1      | 4      |
| 32        | Lettonia                     | 1   | 2       | 1      | 4      |
| 33        | Finlandia                    | 1   | 2       | 0      | 3      |
| 33        | Bulgaria                     | 1   | 1       | 1      | 3      |
| 35        | Islanda                      | 1   | 0       | 1      | 2      |
| 36        | Cipro                        | 1   | 0       | 1      | 2      |
| 37        | Norvegia                     | 2   | 0       | 0      | 2      |
| 38        | Estonia                      | 1   | 0       | 0      | 1      |
| 39        | Kosovo                       | 0   | 0       | 1      | 1      |
| 39        | Armenia                      | 0   | 0       | 1      | 1      |
| Totale    | Totale                       | 152 | 151     | 185    | 488    |